# Hylophilodes dubia
Hylophilodes dubia är en fjärilsart som beskrevs av Louis Beethoven Prout 1926. Hylophilodes dubia ingår i släktet Hylophilodes och familjen trågspinnare. Inga underarter finns listade i Catalogue of Life.